# Durinn & Motsongir
Durinn (soneca) e Motsognir (irritado) foram os primeiros dois anões, que foram criados pelos deuses. Eles foram originalmente vermes que brotaram da carne decomposta do gigante Ymir. Estes dois anões foram os ancestrais de todos anões. A Völuspá (“A Profecia da Vidente”) da Edda em verso diz que eles foram criados do sangue e dos ossos de Blain (Blain é provavelmente um outro nome para Ymir). Eles são anões da terra, e a profetisa lista o nome de alguns deles. Há também um outro grupo de anões, que são conhecidos como anões das rochas.